# Referendum costituzionale in Uzbekistan del 2023
Il referendum costituzionale in Uzbekistan del 2023 si è svolto il 30 aprile 2023 per chiedere agli elettori di approvare una serie di emendamenti alla Costituzione del 1992 e, in particolare, per consentire al presidente in carica Shavkat Mirziyoyev di poter ricandidarsi per altri due mandati di sette anni, rimuovendo così il limite dei due mandati. La nuova Costituzione rafforza inoltre notevolmente i principi dello Stato di diritto.
Il processo di revisione è stato fortemente ritardato dallo scoppio, all'inizio del luglio 2022, di manifestazioni su larga scala nel Karakalpakstan, la cui autonomia era stata messa in discussione dalla proposta costituzionale iniziale. Sebbene rapidamente repressa, la rivolta popolare ha costretto il governo a rinunciare alla revisione degli articoli riguardanti questa repubblica autonoma.
La revisione è stata approvata a larghissima maggioranza, con poco più del 90% dei voti validi favorevoli espressi, con un'affluenza che ha superato il quorum richiesto del 50%.

## Contesto

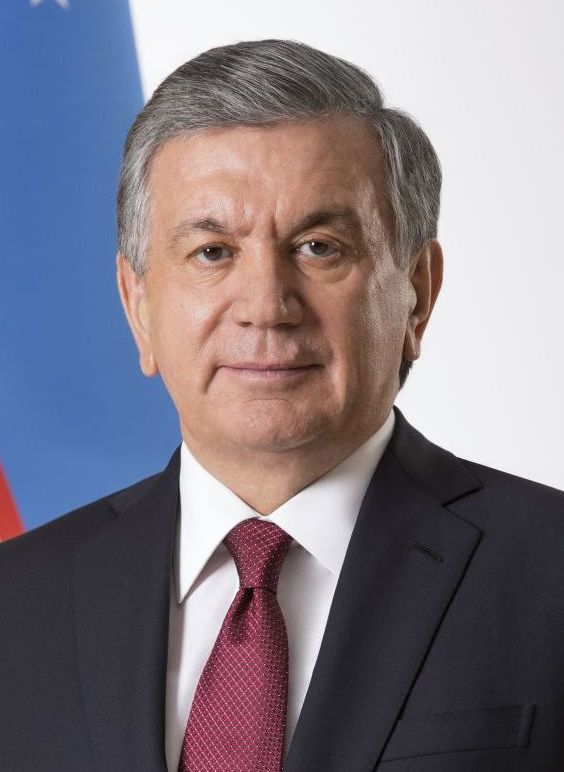
Il presidente Shavkat Mirziyoyev

Eletto presidente nel 2016 dopo tredici anni come primo ministro sotto il suo predecessore Islam Karimov, il presidente Shavkat Mirziyoyev si ricandidò per il secondo mandato alle Elezioni presidenziali in Uzbekistan del 2021. All'epoca l'Uzbekistan era considerato un regime autoritario e antidemocratico, in cui tutti gli avversari politici erano candidati fantoccio. La libertà di informazione dei media sulle questioni politiche fu severamente limitata e il governo al potere fece ampio uso di frodi elettorali, come il riempimento delle urne con schede votate o il voto espresso per delega. Il mandato del Presidente della Repubblica dell'Uzbekistan è di cinque anni, rinnovabili una volta consecutivamente. Dopo questi due mandati consecutivi, Mirziyoyev avrebbe dovuto cessare nel 2026.
Alla fine di giugno 2022, Mirziyoyev presentò un progetto di revisione della Costituzione uzbeka contenente più di 170 emendamenti, tra cui il passaggio da un mandato quinquennale a uno settennale e l'abolizione dei limiti del mandato presidenziale.

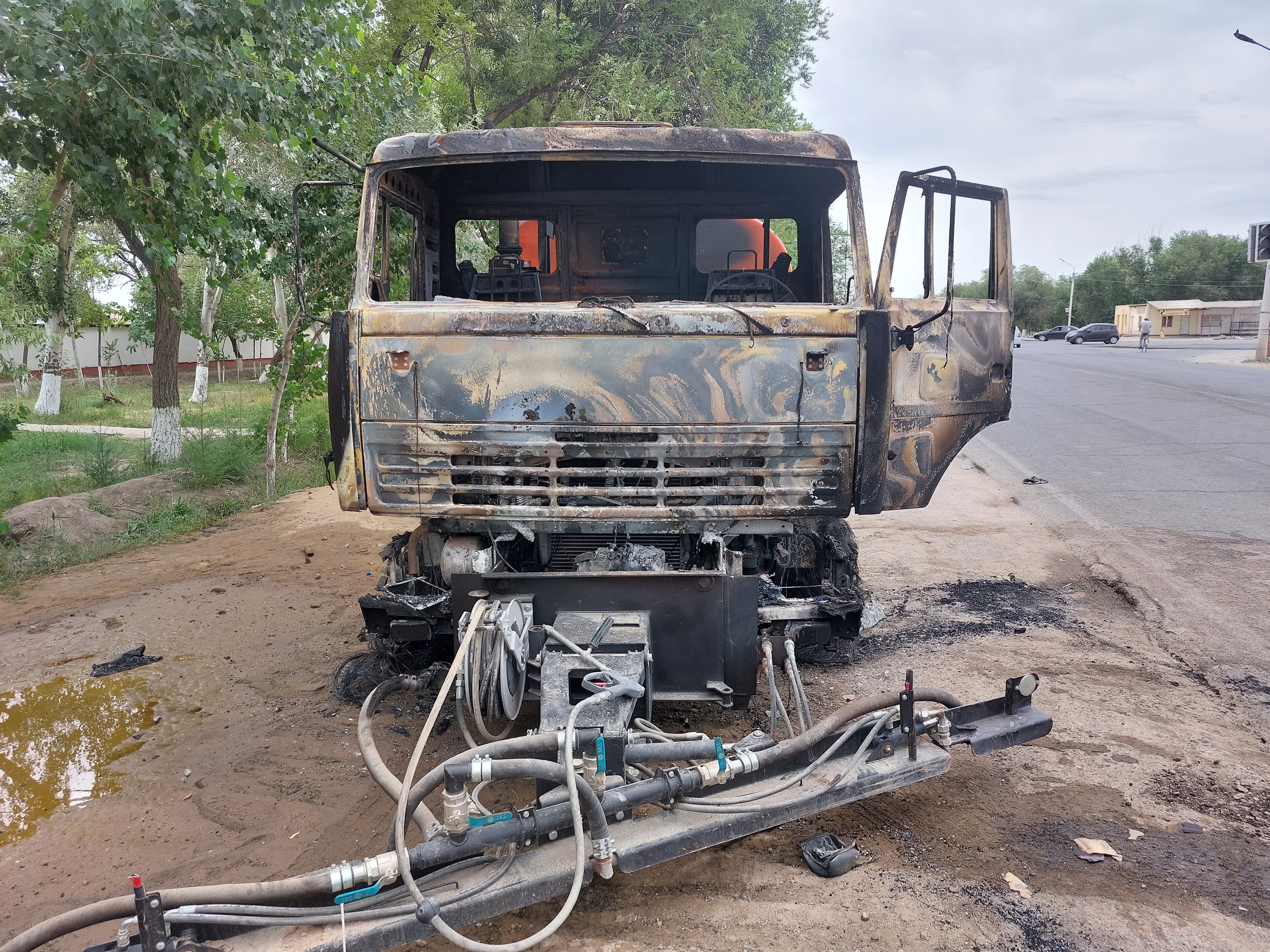
Cisterna incendiata durante la rivolta in Karakalpakstan.

La bozza eliminava anche il riferimento alla Repubblica autonoma del Karakalpakstan come entità "sovrana" e al suo diritto di secessione tramite referendum. Un emendamento vietava inoltre alla Costituzione del Karakalpakstan di contraddire quella dell'Uzbekistan, eliminando di fatto l'ampia autonomia di cui godeva tale Repubblica autonoma. Tale progetto provocò violente manifestazioni in Karakalpakstan il 1º luglio 2022, in particolare nella sua capitale Nukus. La portata del movimento popolare colse di sorpresa il Presidente, che il giorno successivo annunciò il ritiro del progetto e, in risposta all'ondata di manifestazioni, dovette dichiarare lo stato di emergenza, mentre l'accesso a Internet venne interrotto in tutto il Paese. La repressione delle manifestazioni causò ufficialmente 21 morti, anche se non è disponibile un conteggio più dettagliato. La rivolta di Karakalpake si è svolta in un contesto più ampio di estrema povertà nella regione, esacerbata dalle conseguenze economiche e sanitarie del catastrofico prosciugamento del Lago d'Aral nei decenni precedenti.
Una volta che la situazione è tornata sotto controllo, il governo ha proceduto con discrezione a continuare i dibattiti pubblici sul suo progetto di revisione costituzionale, escludendo dal dibattito i temi riguardanti la Repubblica autonoma.
La Costituzione all'eoca in vigora prevedeva che una revisione fosse approvata da una maggioranza qualificata di due terzi dei membri totali della Camera legislativa e del Senato, oppure sottoposta a referendum. Il 10 marzo 2023, la versione finale del progetto è stata approvata quasi all'unanimità da entrambe le camere del Parlamento, l'Oliy Majlis. I parlamentari hanno comunque deciso di sottoporre il testo a referendum, che si è tenuto il 30 aprile 2023. Un periodo di voto anticipato si è svolto dal 19 al 26 aprile. Per convalidare l'emendamento costituzionale, la legge in vigore sull'organizzazione dei referendum richiede che esso ottenga la maggioranza assoluta dei voti espressi a suo favore, che deve essere combinata con un'affluenza superiore al quorum del 50% del totale degli iscritti alle liste elettorali.

## Riforma costituzionale

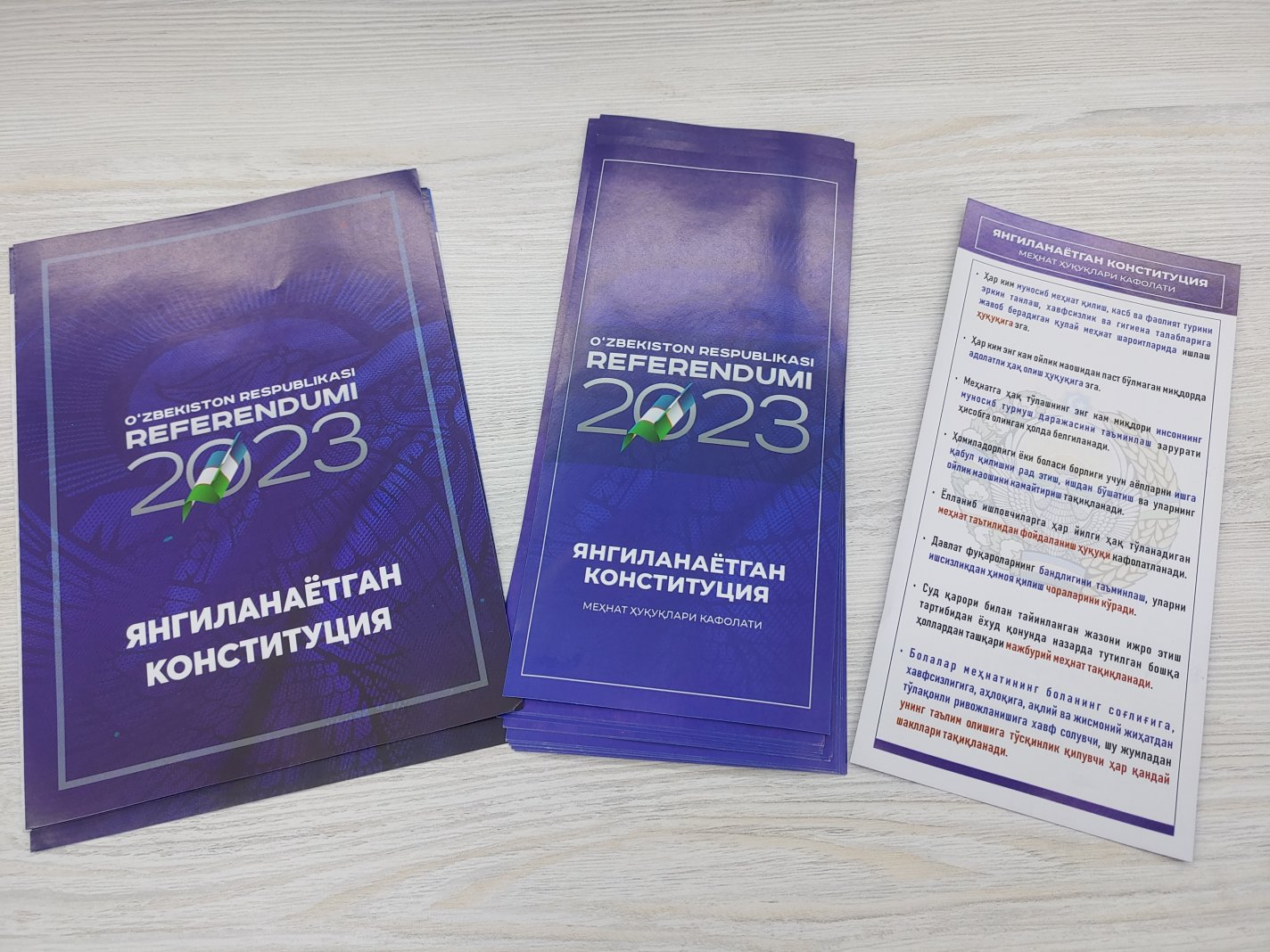
Materiale informativo

La versione finale della proposta di riforma costituzionale proponeva ancora una volta il passaggio a un mandato presidenziale di sette anni, ma annullava la rimozione del limite di due mandati, che alla fine è stato mantenuto. La bozza, tuttavia, menziona esplicitamente il diritto di chi è già al potere di candidarsi per la rielezione "indipendentemente dal numero di mandati consecutivi già svolti", consentendo così a Shavkat Mirziyoyev di rimanere al potere teoricamente fino al 2040, se entro quella data non sarà intrapresa una nuova revisione della Costituzione.
La bozza fu presentata dalle autorità come un rafforzamento delle garanzie dei diritti e delle libertà fondamentali dell'individuo, nonché come l'istituzione di uno "Stato sovrano, democratico, legale, sociale e laico" con l'impegno a proteggere l'ambiente. In totale, è stato emendato il 65% del testo della Costituzione, portandolo da 128 a 155 articoli, la maggior parte dei quali riguarda i diritti e le libertà dei cittadini. Il governo inoltre intendeva creare un clima economico più favorevole agli investitori stranieri, garantendo la proprietà privata e la "concorrenza leale", oltre a standardizzare il sistema giuridico.
Se da un lato il nuovo testo avvantaggiava il presidente Mirziyoyev, dall'altro si distingueva per il notevole miglioramento dello Stato di diritto, avvicinando la legge fondamentale dell'Uzbekistan a quella di una democrazia liberale. Mentre le precedenti costituzioni erano state concepite principalmente per rafforzare lo Stato e le sue istituzioni, la nuova Costituzione uzbeka si concentra sui diritti e le libertà fondamentali dei cittadini. Sono stati introdotti o consolidati il diritto alla riservatezza, la presunzione di innocenza, il diritto a non rispondere e a non autoaccusarsi, il diritto a non essere tenuti in custodia dalla polizia per più di 48 ore senza essere esaminati da un giudice, il diritto a consultare un avvocato e il diritto a non essere condannati sulla base di una sola confessione. La nuova Costituzione stabilisce tre garanzie sociali a cui lo Stato deve attenersi, come il diritto alla casa, al lavoro, all'assistenza sanitaria e all'istruzione gratuita e obbligatoria; sono state inoltre aggiunte garanzie contro la discriminazione delle madri e dei disabili, oltre a rafforzare principi come la parità di genere e la libertà di religione. L'emendamento sancisce nella Costituzione l'abolizione della pena di morte, che peraltro era stata abolita dal 2008 con un semplice decreto presidenziale.
Oltre a questi cambiamenti, la revisione costituzionale ha rafforzato i poteri del Parlamento bicamerale, l'Oliy Majlis, a favore di una maggiore separazione dei poteri, controbilanciando quelli del Presidente della Repubblica. Nominati dal Presidente, il Primo Ministro e il suo governo sono ora soggetti a un voto di fiducia da parte della Camera legislativa, oltre che a regolari verifiche su questioni economiche e sociali. Il Senato, da parte sua, acquisisce il potere di sottoporre alla sua approvazione le nomine del Presidente del Procuratore Generale e dei membri della Corte dei Conti. Soprattutto, ora nomina direttamente i membri della Corte Costituzionale, della Corte Suprema e del Consiglio giudiziario supremo, nonché i direttori delle agenzie governative anticorruzione e dei monopoli commerciali. A livello di governo locale, i poteri delle regioni e dei comuni sono stati chiariti e consolidati a scapito del governo centrale.
La revisione introduce anche un sistema elettorale misto per la Camera legislativa, con metà dei seggi assegnati con voto uninominale diretto e l'altra metà con il sistema proporzionale. Il numero dei seggi eletti indirettamente al Senato è stato diminuito da 100 a 65 membri.

## Quesito

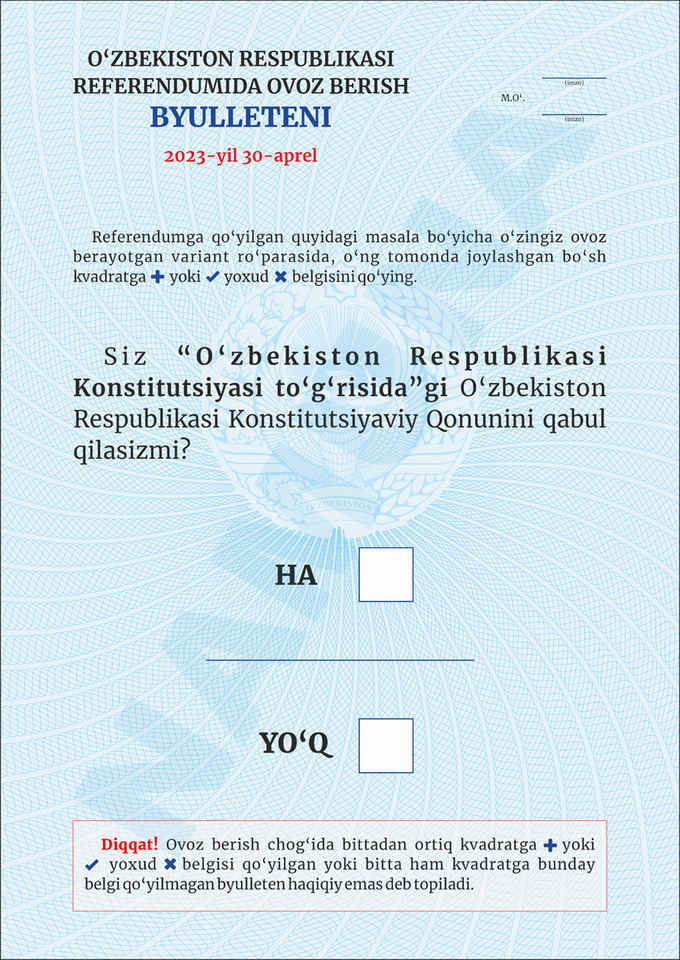
Scheda referendaria

## Risultati
| Scelta                        | Voti       | %      |
| ----------------------------- | ---------- | ------ |
| Sì                            | 15.034.608 | 90,61  |
| No                            | 1.558.817  | 9,39   |
| Schede bianche/nulle          | 73.672     | 0,44   |
| Totale                        | 16.667.097 | 100,00 |
| Elettori registrati/affluenza | 19.722.809 | 84,51% |

## Conseguenze
La proposta di revisione della Costituzione è stata approvata da una maggioranza schiacciante, con più di nove voti su dieci espressi a favore. Il risultato non è stato una sorpresa, dal momento che la campagna referendaria era stata condotta attraverso i media interamente sotto il controllo del governo, con il coinvolgimento di personaggi famosi del cinema e dello sport e della maggior parte dei dipendenti pubblici. Il governo ha così ottenuto l'auspicato "sostegno di massa" alle sue riforme, legittimando la continuazione del suo regime autoritario sotto la facciata di un "Nuovo Uzbekistan". Autorizzato a rimanere al potere fino al 2040, Shavkat Mirziyoyev è emerso come il grande beneficiario della consultazione popolare.
Gli osservatori internazionali dell'Ufficio per le istituzioni democratiche e i diritti umani dell'OSCE hanno giudicato positivi i cambiamenti votati, ma hanno sottolineato la mancanza di un vero pluralismo e di una vera competizione durante la campagna referendaria, con diritti fondamentali ancora non rispettati.
Il 6 maggio, Shavkat Mirziyoyev ha fatto approvare una legge che lo autorizzava a indire le elezioni presidenziali, legislative e senatoriali anticipate. Tre giorni dopo, ha indetto un'elezione presidenziale anticipata per il 9 luglio 2023, giustificandola con i cambiamenti nell'equilibrio dei poteri e chiedendo al popolo di conferirgli un nuovo mandato per attuare le riforme politiche, sociali ed economiche previste dalla nuova Costituzione.